# Sam Mattis
Samuel „Sam“ Harrison Mattis (* 19. März 1994 in New York City) ist ein US-amerikanischer Leichtathlet, der sich auf den Diskuswurf spezialisiert hat.

## Sportliche Laufbahn
Sam Mattis wuchs in East Brunswick in New Jersey auf und studierte von 2012 bis 2016 an der University of Pennsylvania. 2015 wurde er NCAA-Collegemeister im Diskuswurf und im Jahr darauf gewann er bei den U23-NACAC-Meisterschaften in San Salvador mit einer Weite von 57,40 m die Silbermedaille hinter seinem Landsmann Brian Williams. 2019 startete er bei den Weltmeisterschaften in Doha und gelangte dort mit 63,42 m im Finale auf Rang elf. 2021 nahm er an den Olympischen Sommerspielen in Tokio teil und belegte dort mit 63,88 m im Finale den achten Platz. 2022  siegte er mit 68,69 m beim USATF Throws Fest und gelangte im Juli bei den Weltmeisterschaften in Eugene mit 63,19 m im Finale auf Rang elf. 2023 wurde er bei der Doha Diamond League mit 64,69 m Dritter und im August verpasste er bei den Weltmeisterschaften in Budapest mit 63,43 m den Finaleinzug. Im Jahr darauf schied er bei den Olympischen Sommerspielen in Paris mit 62,66 m in der Qualifikationsrunde aus.
In den Jahren 2019 und 2023 wurde Mattis US-amerikanischer Meister im Diskuswurf.